# Brianna Turner
Brianna Turner, née le 5 juillet 1996 à Pearland (Texas), est une joueuse américaine de basket-ball.

## Biographie
Formée à la Manvel High School, puis aux Fighting Irish de Notre-Dame, elle est choisie en 11e position de la draft WNBA 2019 par le Dream d'Atlanta puis rapidement échangée avec le Mercury de Phoenix

## Distinctions personnelles

### En NCAA
- Meilleure défense de l'ACCC (2016, 2017, 2019)

### En WNBA
- WNBA All-Rookie Team 2019[2]